# Szingapúri csata
A szingapúri csata a Japán Birodalom és az Egyesült Királyság közötti egyik nagy jelentőségű összecsapás volt a második világháború távol-keleti hadszíntéren, amely a britek egyik legnagyobb katonai veresége volt a történelem során. A harcok hét napon keresztül tartottak, míg a brit parancsnokság megadta magát. A japánok mintegy százezer katonát ejtettek fogságba, akiknek körülbelül fele volt angliai származású. A vereség méretéhez hozzájárult az is, hogy a brit hadvezetés a partvédelmet erősítette meg, tengeri támadástól tartva, míg a japán szárazföldi csapatok Malájföldön partra szállva, Szingapúrt a szárazföld irányából támadták meg. A csata után a japán katonatisztek igyekeztek fenntartani a rendet, és megakadályozni a fosztogatást, azonban a következő hetekben több ezer kínai lemészárlására került sor.

## Háttér
Az első világháború végéig, amíg Nagy-Britannia szoros kapcsolatokat ápolt a Japán Birodalommal, nem merült fel Csendes-óceáni támaszpont kiépítésének kérdése. Erre csak az 1920-as években került sor, amikor a brit vezetés úgy érezte, hogy nem bízhat már a japánokban, és flottát kell állomásoztatnia a területen. A flottabázis helyéül az 1819-ben vásárolt Szingapúrt választották. A hely kiválasztásánál fontos szempont volt, hogy képes legyen a Brit Birodalom távol-keleti birtokainak védelmét biztosítani, mert ezek elvesztése nem csak Nagy-Britanniát érintette volna súlyosan, hanem veszélyeztette volna befolyását Ausztrália és Új-Zéland felett is, amelyek csak az Amerikai Egyesült Államokhoz tudtak volna ezután védelemért fordulni. Annak ellenére, hogy a japánok agresszív szándékai egyre nyilvánvalóbbá váltak, a szingapúri bázis kiépítése igen sokáig csupán terv maradt.
A brit katonai vezetők a '20-as években úgy látták, hogy egy esetleges japán támadás esetén a támadók fő célja a sziget megszállása, vagy az ellenállás felszámolása lenne, amelyet nagy valószínűséggel a tenger felől hajtanának végre, így ennek megállítása erődöket, tüzérséget, akadályokat stb. igényelt. Azonban az is nyilvánvaló volt, hogy tengeri támogatás nélkül az erőd csak kevés ideig védhető. A „Red Scheme” (Vörös terv) ezért egy flotta kiszolgálására alkalmas háttér kiépítését irányozta elő, és költségei 11 millió font sterlingre rúgtak, amelyből azonban csak 4 millió érkezett meg 1930 végéig. Az állandó viták miatt végül szerényebb tervvel álltak elő, és leállították a védelmi berendezések kiépítését. A munkálatok csak az 1931-es mukdeni incidens után indultak újra, és 1938-ra, majd később 1936-ra tűzték ki a nagy szárazdokk befejezésének idejét.
1937-ben, a második kínai–japán háború kezdetén a védelem azonban igen gyenge volt: öt reguláris és 7 önkéntes zászlóaljból, harmincnyolc repülőgépből és igen kis méretű brit flottából állt, így a tengerészeti bázis sikeres védelme csak úgy volt biztosítható, ha a brit flotta hatvan napon belül eléri a szigetet egy háború esetén. Azonban korántsem volt biztosított az, hogy a flotta egyáltalán tud egységeket biztosítani, ha háborúba kerül a Harmadik Birodalommal is. Ezért a britek abban reménykedtek, hogy Kína képes addig kitartani, amíg az Egyesült Államok flottája felvonul, és elrettenti Japánt bármilyen akciótól. A második világháború idején Winston Churchill miniszterelnök a Közel-Kelet mögé sorolta fontosságban Szingapúrt. Éppen ezért 1941 májusában még a tervezettnél is kevesebb, 23 zászlóalj és 115, többnyire elavult vadászgép állt a britek rendelkezésére. A japán támadás idejére ez 31 zászlóaljra és 158 repülőgépre nőtt, azonban ez még mindig kevésnek bizonyult a sikeres védelemhez.
A japán hadvezetés a déli irányú csapást 1941 nyarán, a Barbarossa hadművelet megindulása után határozta el, amikor az amerikai és brit embargó olyan helyzetbe hozta a japán államot, hogy az csak a háború vagy a teljes eddigi politikájának feladása között választhatott. A japán hadvezetés abból indult ki, hogy a délkelet-ázsiai területek megszállása, és az ott felhalmozott készletek megszerzése esetén Japán képes lesz hosszú távú háborút viselni a szövetségesek ellen. A déli irányú támadás egyik legfontosabb célpontja Szingapúr volt, és 1941 őszén megindult a felkészülés a sziget elleni támadáshoz. A megszállt Francia Indokínában a japánok több repülőteret is építettek, amelyeknek később fontos szerep jutott a japán támadásban. Ezen kívül a japán felderítés is értékes munkát végzett Malájföldön, ami segítette a japán hadvezetést abban, hogy megfelelő haditervet dolgozzon ki Szingapúr megszállásához.
A terv lényege az volt, hogy a japán főerő a Maláj-félszigetet Ázsiával összekötő földnyelvtől délre, Thaiföld területén partra száll, majd benyomul a szárazföld belsejébe, átkelve a Perak folyón, és egészen Kuala Lumpurig folytatja az előrenyomulást, majd elfoglalja a Dzsohore-szorost, és hozzálát Szingapúr ostromához. Ezután a többi csapattal egyesülve innen indítanak támadást, hajókkal átkelve a szigetre. A tervezésben nagy szerepet játszó Cudzsi Maszanobu ezredes egy álma alapján gondolta ki azt a kiegészítő tervet, hogy egy csapat katona a thaiföldi hadsereg egyenruháját magára öltve induljon a Perak folyóhoz, hogy így megszerezhessék épségben a rajta átívelő hidat, amely napokkal rövidíthette volna le a hadjáratot. A támadás megkezdését Pearl Harbor megtámadásával szinte egy időre, december 8-ára tűzték ki, azonban az időpont az időeltolódás miatt gyakorlatilag a Pearl Harbor-i események előtt egy órával és húsz perccel megkezdődött.

## Malájföldi harcok

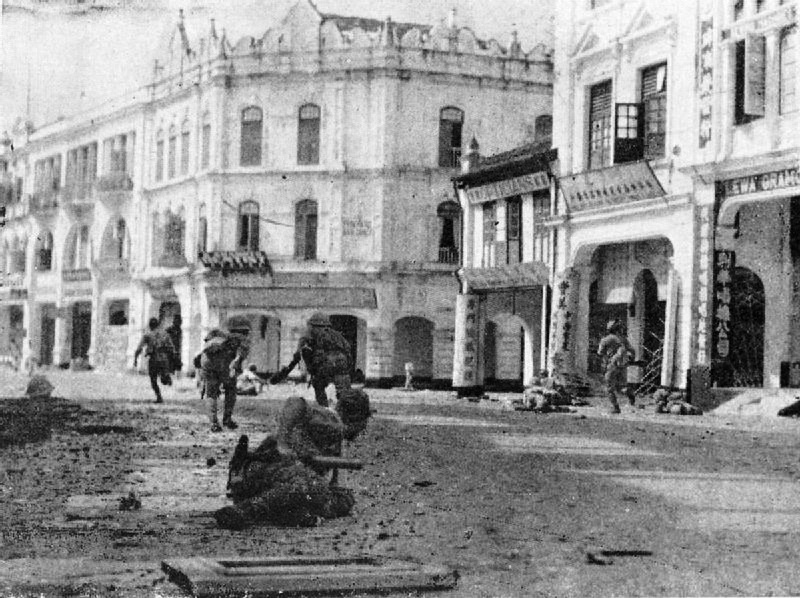
Japán katonák nyomulnak előre Kuala Lumpurban

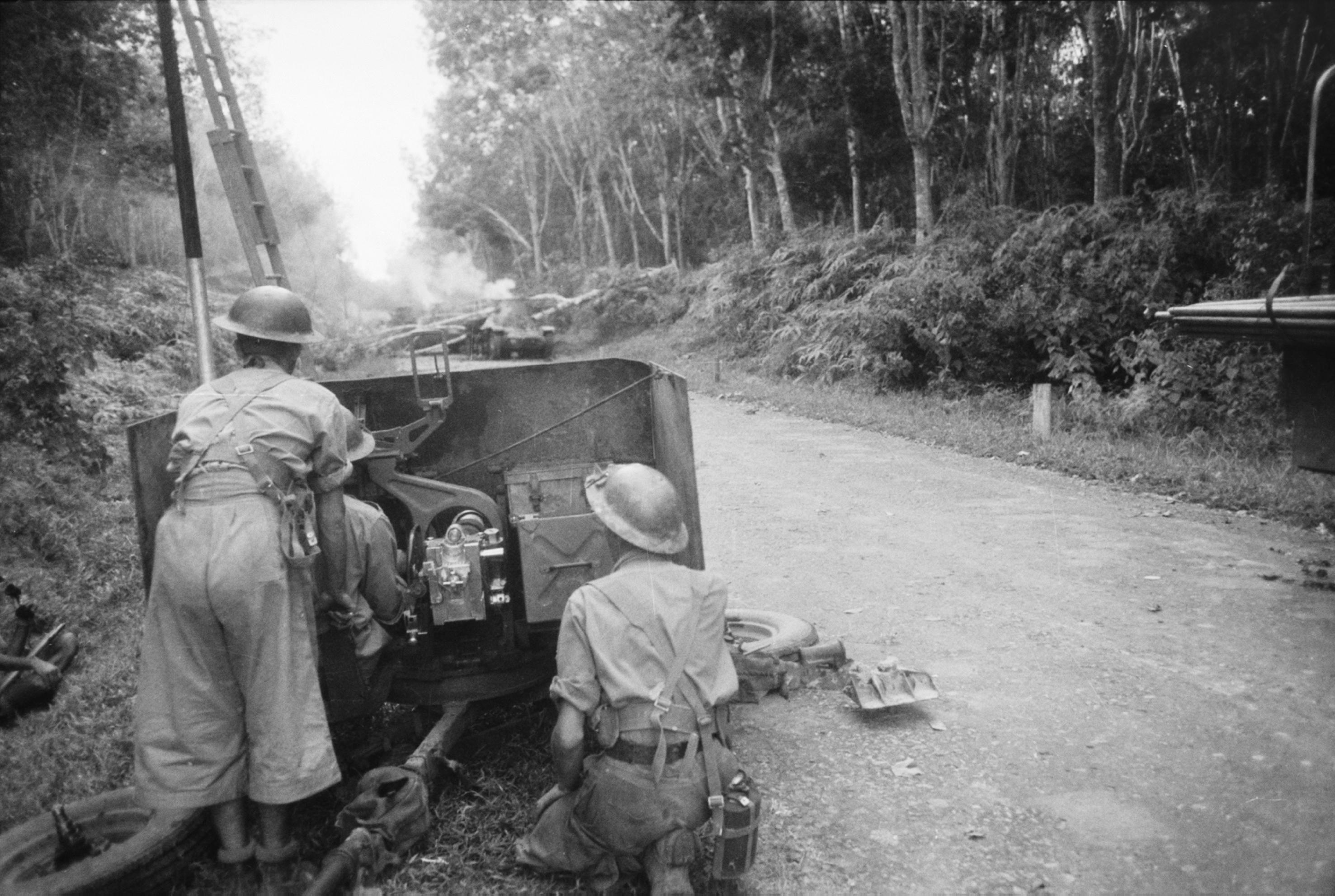
Egy ausztrál páncéltörő ágyú várja a japánok támadását Malájföldön. A háttérben egy kilőtt 95-ös típusú könnyű harckocsi

A japán támadó sereg december 4-én hajózott ki Hajnan sziget Samah kikötőjéből, és december 8-án érkezett meg a partraszállási ponthoz, Szingora thai városának közelébe. Itt rövid harc kezdődött a helyi erőkkel, majd nemsokára Plek Pibulszonggram parancsára beszüntették az ellenállást, ám a japánok terve a thai egyenruhában történő határátkelésről megbukott. Ezután a japán csapatok gyors támadásokat indítottak az észak-malajziai brit támaszpontok és repülőterek ellen, december 9-én elesett a terület kapujának számító Kota Bharu, majd december 19-én Kuala Kula elfoglalásával a britek északi erősségeit mind bevették. A japán hadsereg eközben megkezdte Thaiföld megszállását, hogy az országot a maga oldalára állítsa. A japán csapatok bevonultak Bangkokba, és a két állam december 11-én szövetséget kötött.
A japánok helyzetét könnyítette, hogy az ellenséges csapatok többsége igen csekély harcértékű indiai csapatokból állt, amelyek még többszörös túlerő esetén is igen gyakran megfutamodtak, és tömegesen adták meg magukat, mivel úgy gondolták, a britek csupán golyófogónak akarják őket felhasználni. A japánok mindössze ötszáz katonával – igaz egy téves felderítési becslésre támaszkodva – megtámadták és elfoglalták a britek Dzsirta-vonalát, amelyet hat hónap alatt építettek ki, és egy egész hadosztály védelmezett. A britek úgy gondolták, hogy a japánokat ez három hónapig képes lesz visszatartani, azonban egyetlen nap alatt elesett, és a japánok nagy mennyiségű brit ellátmányt zsákmányoltak. A briteknek komoly problémát okozott a hadjárat egésze során, hogy a második kínai–japán háború alapján alábecsülték az ellenséget, holott annak csapatai az ottani összecsapásokban már összeszoktak és harcedzettekké váltak. A japánokat segítette az is, hogy kétszer annyi repülőgéppel rendelkeztek, mint ellenfeleik, és a helyi brit légierő nagy részét képező Brewster F2A Buffalo vadászgépek már gyártásuk pillanatában korszerűtlenek voltak, és képtelennek bizonyultak eredményes harcot folytatni a japán légierő modern A6M Zero vadászgépei ellen.
Arthur Percival altábornagy, a térség brit katonai parancsnoka képtelen volt megbirkózni a rá bízott feladattal. Két indiai és brit hadosztályát a sűrű és nehezen járható dzsungel miatt csak a fontosabb útvonalak és repülőterek védelmére használta fel, mivel a hadvezetés a Malajzia nagy részét borító dzsungelt járhatatlannak tartotta. A japánok azonban megfelelő dzsungelharc kiképzést kaptak, és így a dzsungelen keresztül haladtak dél felé, kikerülve a brit csapatokat, és bekerítve őket. A japánok ezzel a taktikával 1942. január 1-jén bevették Kuantant, majd január 11-én Kuala Lumpurt is. A folyamatos előrenyomulásnak és győzelmeknek köszönhetően a japánok igen nagy brit ellátmányt voltak képesek megszerezni, és repülőgépeik a britek üzemanyagával repültek, és az ő bombáikat szórták a visszavonuló hadoszlopokra. A káoszt súlyosbította a brit vezetés azon döntése, hogy az erősítésnek küldött csapatokat azonnal Malájföldre küldte, ugyanis Erwin Rommel előrenyomulása Észak-Afrikában a Szuezi-csatorna felé azt jelentette, hogy a britek nem tudnak további jelentős erősítést küldeni a térségbe, az északra küldött csapatok pedig nem tudtak hathatós ellenállást kifejteni a japánok ellen. A japán erők összesen 1100 km-et, naponta pedig átlag 20 km-t nyomultak előre, és ezalatt körülbelül napi két csatában vettek részt és négy-öt felrobbantott hidat állítottak helyre. A hadjárat ideje alatt mintegy 250 hidat hoztak rendbe.

## Előkészületek
A japán erők január 31-én nyomultak be Dzsohore Bharuba, és hamarosan elfoglalták a várost. Ezzel az angol csapatok végleg a szingapúri erődbe szorultak vissza. A japán hadvezetés a város mellett található szultáni palotában szállásolta el magát, ugyanis innen remek rálátás nyílt az alig két kilométerre lévő brit arcvonalra, és a kommunikáció szempontjából is jó helyen feküdt. A brit tüzérség könnyedén megsemmisíthette volna az épületet, azonban a japán vezetőség ügyesen álcázta jelenlétét: ki sem mozdultak az épületből és csak száraz kenyeret és konzervételeket fogyasztottak. A britek pedig azt gondolták, hogy a japánok nem a környék legsebezhetőbb épületébe teszik a parancsnokságukat. A japán vezetés itt dolgozta ki a sziget megtámadásának a tervét, amely arra épült, hogy a szigetet a szárazföld felől támadják meg, amely része teljesen védtelen. Hogy az ellenség ne akadályozhassa őket az erők összevonásában, 20 kilométeres körzetben minden civilt kitelepítettek, és hajtóvadászatot indítottak a kémek és a hátramaradt brit katonák ellen. A nagy mennyiségű zsákmányolt ellátmánynak köszönhetően a japán logisztikának csupán lőszert kellett szállítania, amelyről pontos számításokat végeztek. Ez alapján tábori ágyúnként 1000, nehézlövegenként 500 lőszert kellett felhalmozni az erőd bombázására.
A japánok csapataikat a dzsungelekben rejtették el, hogy a britek ne vegyék őket észre. Eközben több mint 30 000 jármű szállította a lőszert és az ellátmányt a csapatoknak, így a környező utak forgalmát a lehető leghatékonyabban kellett megszervezni. Az előkészületek közé tartozott a brit üzemanyag-tárolók felgyújtása is, ugyanis félő volt, hogy ezt a szoros vízébe engedik, és felgyújtják, így téve lehetetlenné a japán átkelést. A tüzérség elpusztította ezeket, és a szigetet olyan sűrű füst lepte el, ami lehetetlenné tette a brit állások megfigyelését, így a japán tüzérek vaktában tüzeltek tovább, térképeik alapján. A japán támadóerőknek február 7-ére készen kellett volna állniuk, ám mivel a legtöbb egység nem készült el a megadott időre, így a támadást egy nappal elhalasztották. Ám ugyanezen a napon az egyik japán hadosztály elterelő hadműveletet indított a Szingapúr melletti Ubin elfoglalására, és 7-én éjszaka mintegy négyszáz japán katona indította meg a támadást, és rövid harc után győzedelmeskedtek. A britek figyelmét a vártnál jobban is elvonta az elterelő támadás, így február 8-ának estéjén a japán főerők támadást indítottak Szingapúr erődje ellen.

## A csata

### Japán partraszállás
Február 8-án este kilenc órakor a japán tüzérség 440 ágyúja nyitott tüzet a szigeten lévő gyengén kiépített géppuskafészkekre és lövészárkokra. A tábori ágyúk 200, míg a nehézlövegek 100 lövedéket lőttek ki az ellenséges állásokra, ezzel a szögesdrótakadályokat teljesen szétszaggatták, és súlyos károkat okoztak a védművekben. Az ágyúk fedezőtüze alatt 300 csónak indult meg Szingapúr felé éjfélkor. A partraszállók mélyen merültek a part menti iszapba, és csak nehezen küzdötték le ezt a nehézséget, azonban a tüzérségi fedezőtűznek köszönhetően a védők állásaikban maradtak, és nem nyitottak tüzet a támadókra, akik így könnyedén elérték az állásaikat, és kivetették onnan a védekező 2500 ausztrál katonát, mielőtt felocsúdhattak volna. Másnap délben a partraszállásban részt vevő 5. és 18. hadosztályok frontjairól kék rakéták repültek fel, amik azt jelentették, hogy a partraszállás terv szerint végbement. A partraszállás második hulláma 12:30-kor indult el, ezt azonban már heves géppuskatűz fogadta. A harcokban kitüntette magát a Jokojama műszaki ezred, amelyet később írásos dicséretben is részesítettek helytállásáért. Bár a két hadosztály szinte minden erője átkelt a szoroson 9-e napkeltéig, a britek továbbra is tűz alatt tartották azt, és csupán napnyugtakor hagyták abba. Ekkor a japán hadvezetés egy része is elhagyta a szultáni palotát, és a szigetre települt, amelyet a vízfelszín alatti távvezetékkel kötöttek össze a hátramaradt, az átkelés maradékát felügyelő törzstisztekkel.

### Japán áttörés

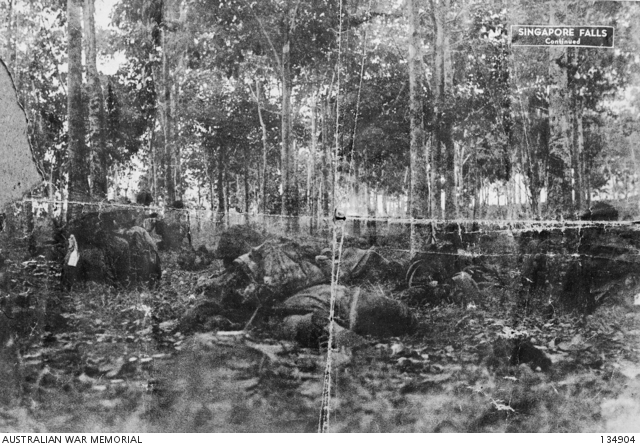
Japán katonák Bukit Timah-nál

Az átkelő japán csapatok hamar elfoglalták a tendzsah-i repülőteret, amelyet nagyon sietősen hagytak hátra a brit pilóták. A britek zavarodottsága jól mutatta, hogy mennyire meglepte őket a japán támadás, így a japán vezetés úgy döntött, hogy folytatja a támadást, még akkor is, ha a nehéztüzérségük nagy része a szoros másik oldalán volt. A legfontosabb célpont Bukit Timah 117 méteres magaslata volt, amely a legmagasabb pont az egész szigeten. Ennek északkeleti oldalában volt az a víztározó, amely a város egymillió lakosát vízzel ellátta, illetve brit lerakatok is voltak a lábánál. A támadás 10-én éjszaka indult meg, és igen nagy káosz alakult ki a területen. A japán törzskar az elfoglalt repülőtér környékén lévő megerősített légvédelmi állásba vonult vissza, azonban szinte teljesen védtelen volt, mivel minden katonát a magaslat elfoglalására küldött. 11-én hajnalban érkezett az üzenet a két hadosztálytól, hogy a magaslatot sikeresen elfoglalták.
Ekkor a japánok úgy döntöttek, hogy felszólítják Percival altábornagyot a fegyverletételre. Bár erre a támadás előtt kellett volna sort keríteni, sejthető volt, hogy a britek harc nélkül nem adják meg magukat, és a korai felszólítás leleplezhette volna a titokban előkészített japán támadási tervet. Az üzenetet egy japán repülőgép dobta le a városban, amely sikeresen átjutott a légvédelem tüzén. A britek azonban továbbra sem kívánták megadni magukat, és nagy erőkkel indítottak ellentámadást a japánok által megszállt stratégiailag fontos magaslat ellen. A támadás azonban hamar kifulladt, és a britek a harcot a víztározó környékére korlátozták le, viszont lőszerük fogytán volt. Ekkorra átkelt a japán nehéztüzérség és páncélosdandár is, így támogatást tudtak nyújtani a megtámadott erőknek. Február 14-én sikerült helyreállítani a szigetre vezető töltésutat, és a harmadik japán hadosztály is átkelt a szigetre. A britek tengeren próbáltak csapatokat kimenekíteni, azonban a japán légierő lecsapott a konvojokra, és 80 hajót süllyesztett el.

### Szingapúr eleste

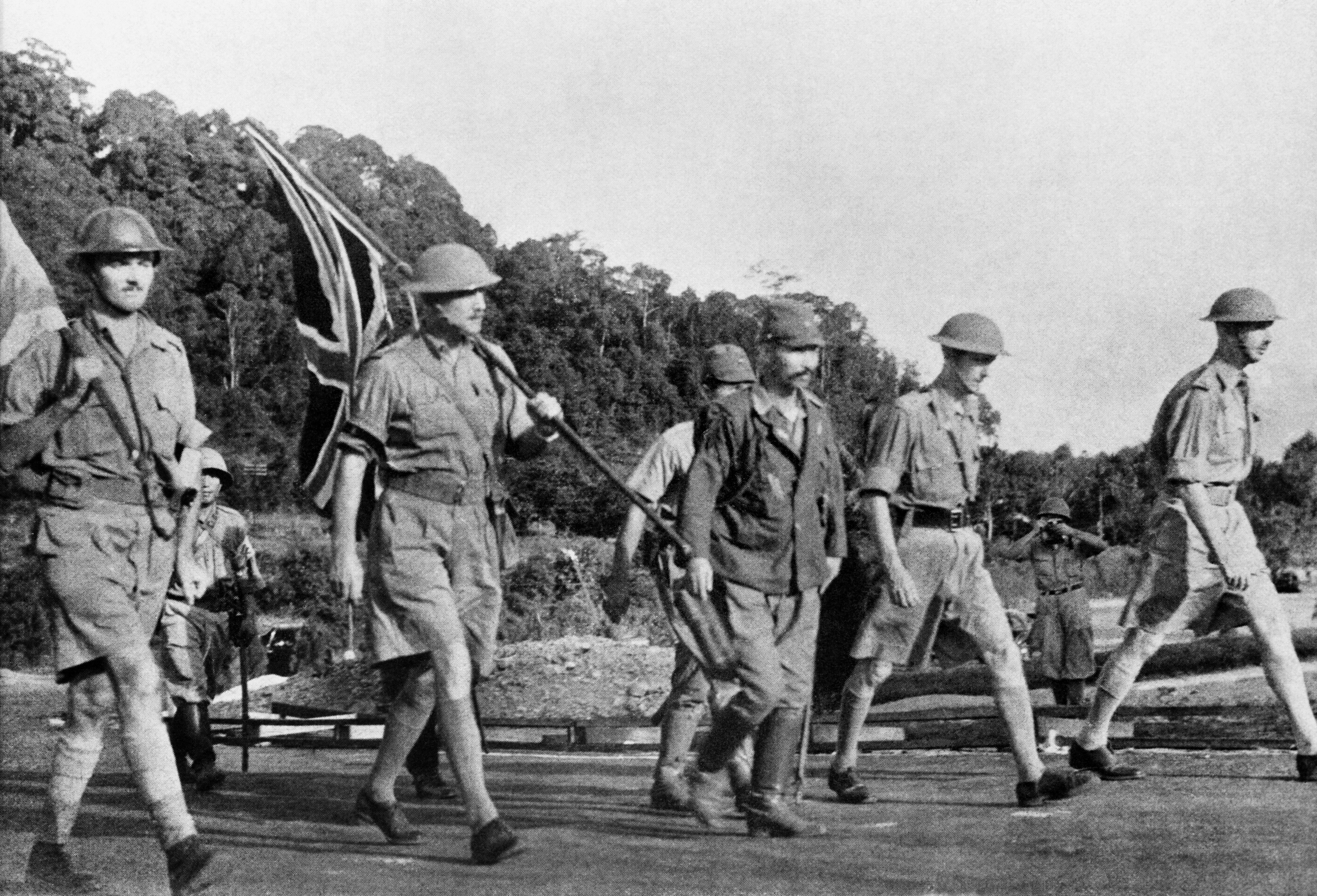
Szugita alezredes a Ford gyárban tartott tárgyalásokra kíséri az angol vezérkart

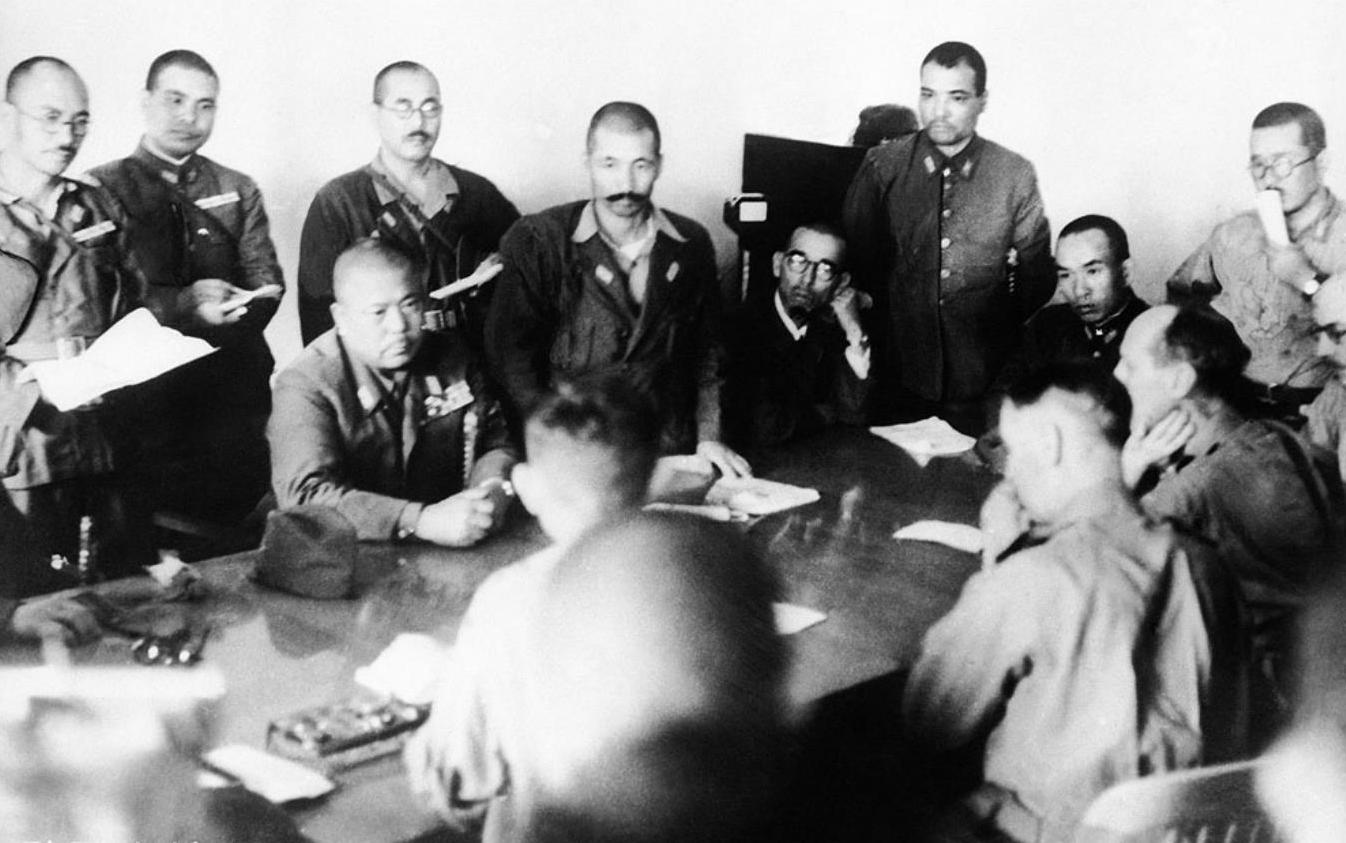
Jamasita és Percival a fegyverszünet feltételeiről tárgyal

A tokiói főparancsnokság üzenetet küldött a Szingapúron harcoló japán csapatok vezetőségének, amelyben arról tájékoztatták őket, hogy február 15-én egy, a császári udvarhoz tartozó tiszt fogja meglátogatni őket. Így Jamasita és vezérkara eldöntötte, hogy a szigetet eddigre el kell foglalniuk. Azonban a japán támadás lendülete megtört a brit tüzérség erős tüze alatt, és az átszállított ágyúik szinte a teljes lőszerkészletüket felhasználták. A britek élelme és lőszere is fogytán volt azonban, így Percival altábornagy a törzskara egyetértésével, London szigorú parancsa ellenére, hogy a várost az utolsó emberig tartani kell, a feltétel nélküli megadás mellett döntött. A hír gyorsan szétterjedt a japán katonák között, akik az egész csatatéren elénekelték a Kimi ga jót, Japán nemzeti himnuszát. Percival altábornagyot a kapituláció után brit közvélemény és a hadvezetés teljesen alkalmatlan katonai vezetőnek tartotta.
Az 5. hadosztály frontvonalán jelent meg Wylde őrnagy fehér zászlóval, és a japán vezérkartól a sebesült vállú Szugita alezredes találkozott vele. Itt átnyújtotta a fegyverletétel nyolc pontját, amelyek a következők voltak:
1. Február 15-én este hat órakor a két hadseregparancsnok találkozik Bukit Timah-nál.
2. A brit hadsereg beszünteti az ellenállást, és leteszi a fegyvert.
3. A közigazgatás az addigi rend szerint folyik tovább.
4. A szigeten található hajókat, repülőgépeket, járműveket, fegyvereket, a hadsereg tulajdonában lévő felszereléseket, térképeket, iratokat sértetlenül át kell adni a Japán Császári Hadseregnek.
5. Biztosítani kell a fegyverszünetet aláíróknak az ellenállás azonnali beszüntetését.
6. Minden jelentős amerikai, holland kelet-indiai és kínai személy japán hadifogolynak minősül.
7. Minden japán hadifoglyot haladéktalanul át kell adni a japán hadseregnek.
8. Bizottságokat kell létrehozni, hogy a japán feltételeket teljesítsék.[19]

A két főparancsnok találkozójára a Bukit Timah melletti Ford gyárban került sor. Itt Percival beleegyezett a fegyverszüneti feltételek elfogadásába, bár megpróbált ezek végiggondolására időt nyerni, Jamasita azonban azt válaszolta, hogy ebben az esetben folytatják a támadást egészen a pontok elfogadásáig. Ugyanitt kiderült, hogy egyetlen japán hadifoglyot sem ejtettek a védők, és a civil foglyokat már Brit Indiába szállították. A fosztogatás megelőzésére a britek engedélyt kaptak egy ezer fős rendfenntartó erő létrehozására a katonákból, és Jamasita szavát adta arra, hogy egyetlen hadifogolynak sem esik bántódása. A fegyverszünet helyi idő szerint este fél kilenctől lépett érvénybe. A fegyverszünet eredményeképp az alig harmad akkora japán sereg 100 000 hadifoglyot ejtett, akiknek a fele volt fehér bőrű. Ezen kívül zsákmányoltak még 740 ágyút, 2500 géppuskát, 65 000 puskát és egyéb kézifegyvert, 1000 mozdonyt és vasúti kocsit, 200 páncélautót, 10 repülőgépet és több ezer teherautót.

## Következmények

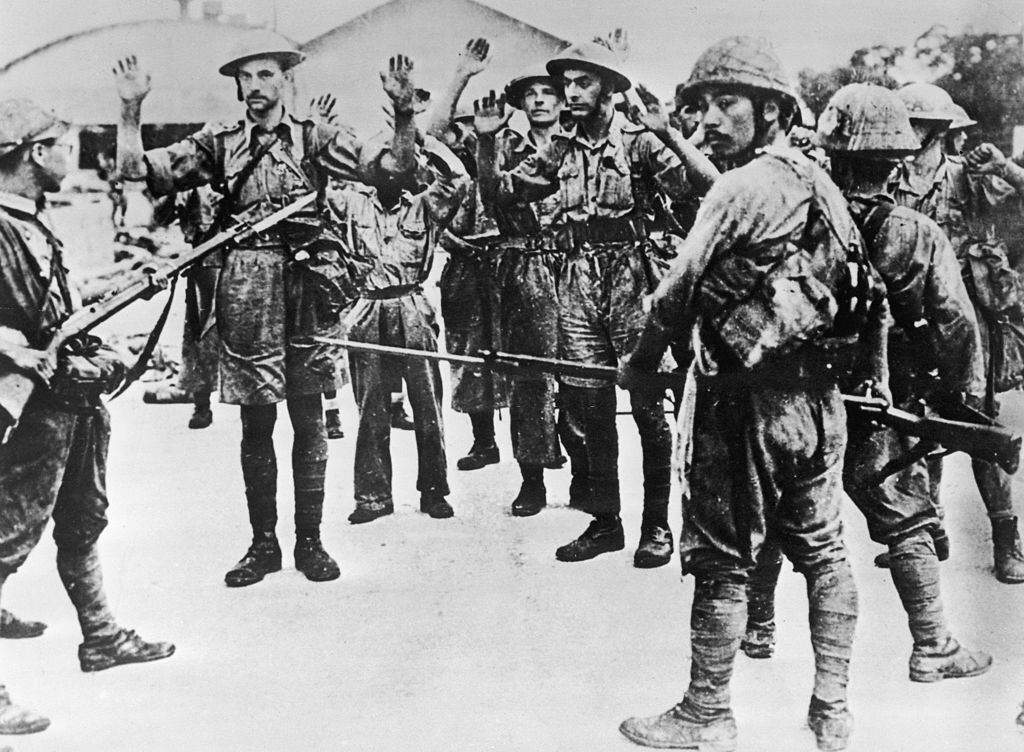
Angol hadifoglyokat fognak közre japán katonák a kapituláció után

A kapituláció után a városban hamarosan kitört a fosztogatás, és a helyi kínai és maláj lakosság tömegesen kezdett hozzá a brit raktárak és lakóhelyek kifosztásához. A helyzeten még az ezer fős brit őrség felállítása sem tudott segíteni, így a japán katonák álltak őrséget a legveszélyesebb helyeken. A hadsereg nagy része azonban a városon kívül maradt, és mindenkinek megtiltották az engedély nélküli belépést a városba. Bár igyekezték ennek elejét venni, a bevonuló japán katonák is fosztogatásba és rablásba kezdtek a városban. Jamasita tábornok ezért összehívta tisztjeit, és komoly megrovásban részesítette őket, amiért nem figyelnek eléggé embereik cselekedeteire. A japánok több tízezer kínait öltek meg.
A várost Syonan-to (Sónan-tó (昭南島; Hepburn: Shōnan-tō, ’Déli sziget fénye’)) névre keresztelték át, és a hadjárat során szorosan együttműködő japán hadsereg és haditengerészet tisztjei megalapították a Sónan Egyesületet, amely minden február 15-én megünnepelte a győzelmet a szigeten. A város mellett, Bukit Timah magaslatán egy sintó szentélyt építették a japán katonák, brit hadifoglyokat is alkalmazva. A szigetet gyarmatosító Thomas Stamford Raffles szobrát eltávolították a városból. Az 1945 őszén visszatérő brit kormányzat visszaállíttatta Raffles szobrát, és a sintó szentélyt felrobbantották. Azonban Szingapúr elvesztése lélektani jelentőségű is volt, hiszen komoly presztízsveszteséget jelentett a britek számára, és megmutatta, hogy nem legyőzhetetlenek, így hozzájárult Kelet-Ázsia későbbi függetlenségi mozgalmaihoz is.

### Külső hivatkozások
- KLEMENSITS Péter: Szingapúr bukása ― Nagy-Britannia és a malájföldi hadműveletek 1941-42.. Hadtudományi Szemle. (Hozzáférés: 2011. május 5.)
- Színes filmfelvételek a csatáról
- Dokumentumfilm a csatáról (National Geografic – Tábornokok a harcmezőn)